# Ковчинська сільська рада
Ко́вчинська сільська́ ра́да — адміністративно-територіальна одиниця та орган місцевого самоврядування в Куликівському районі Чернігівської області. Адміністративний центр — село Ковчин.

## Загальні відомості
Ковчинська сільська рада утворена у 1919 році.
- Територія ради: 59,22 км²
- Населення ради: 1 333 особи (станом на 2001 рік)

## Населені пункти
Сільській раді були підпорядковані населені пункти:
- с. Ковчин
- с. Українське

### Колишні населені пункти
- с. Петрівське, зняте з обліку 1999 року

## Склад ради
Рада складалася з 16 депутатів та голови.
- Голова ради: Мороз Михайло Михайлович
- Секретар ради: Шестак Валентина Петрівна

### Керівний склад попередніх скликань
| Прізвище, ім'я, по батькові | Основні відомості                                                                      | Дата обрання | Дата звільнення |
| --------------------------- | -------------------------------------------------------------------------------------- | ------------ | --------------- |
| Мороз Михайло Михайлович    | Сільський голова, 1956 року народження, освіта вища, безпартійний                      | 26.03.2006   | 31.10.2010      |
| Мороз Михайло Михайлович    | Сільський голова, 1956 року народження, освіта вища, член Комуністичної партії України | 31.10.2010   |                 |

Примітка: таблиця складена за даними сайту Верховної Ради України

### Депутати
За результатами місцевих виборів 2010 року депутатами ради стали:

#### За суб'єктами висування
| Суб'єкт висування            | Кількість обраних депутатів | %    |
| ---------------------------- | --------------------------- | ---- |
| Партія регіонів              | 7                           | 43,8 |
| Самовисування                | 6                           | 37,5 |
| Соціалістична партія України | 2                           | 12,5 |
| Комуністична партія України  | 1                           | 6,3  |

#### За округами
| № округу                     | Прізвище, ім'я, по батькові     | Дата визнання обраним | Освіта             | Партійна приналежність                        | Відомості про обраного депутата                                                                   |
| ---------------------------- | ------------------------------- | --------------------- | ------------------ | --------------------------------------------- | ------------------------------------------------------------------------------------------------- |
| Комуністична партія України  |                                 |                       |                    |                                               |                                                                                                   |
| 5                            | Момот Анатолій Васильович       | 01.11.2010            | середня спеціальна | член Комуністичної партії України             | селянське фермерське господарство «Колос», електрик                                               |
| Партія регіонів              |                                 |                       |                    |                                               |                                                                                                   |
| 1                            | Стеценко Валентина Андріївна    | 01.11.2010            | середня спеціальна | член Партії регіонів                          | Ковчинська загальноосвітня школа, бібліотекар                                                     |
| 3                            | Богдановська Тетяна Вікторівна  | 01.11.2010            | вища               | член Партії регіонів                          | Ковчинське відділення Ощадбанку, касир-контролер                                                  |
| 4                            | Дунай Тетяна Іванівна           | 01.11.2010            | вища               | член Партії регіонів                          | Ковчинська загальноосвітня школа, вчитель                                                         |
| 7                            | Шаференко Наталія Михайлівна    | 01.11.2010            | середня спеціальна | позапартійна                                  | Ковчинська сільська рада, головний бухгалтер                                                      |
| 8                            | Тищенко Валентина Олександрівна | 01.11.2010            | середня спеціальна | член Партії регіонів                          | селянське фермерське господарство «Колос», завідувачка складом                                    |
| 10                           | Дейнеко Лариса Миколаївна       | 01.11.2010            | вища               | член Партії регіонів                          | Ковчинська сільська рада, бухгалтер                                                               |
| 11                           | Гречуха Юрій Миколайович        | 01.11.2010            | вища               | член Партії регіонів                          | селянське фермерське господарство «Колос», завідувач майстерень тракторної бригади                |
| Соціалістична партія України |                                 |                       |                    |                                               |                                                                                                   |
| 13                           | Лутай Наталія Іванівна          | 01.11.2010            | середня спеціальна | член Соціалістичної партії України            | ПП Остроух, продавець                                                                             |
| 14                           | Сова Микола Григорович          | 01.11.2010            | середня спеціальна | член Соціалістичної партії України            | пенсіонер                                                                                         |
| Самовисування                |                                 |                       |                    |                                               |                                                                                                   |
| 2                            | Голоп'ята Людмила Миколаївна    | 01.11.2010            | середня спеціальна | член Української Народної Партії              | Ковчинська загальноосвітня школа, техпрацівниця                                                   |
| 6                            | Пономаренко Михайло Іванович    | 01.11.2010            | середня            | член Української Народної Партії              | селянське фермерське господарство «Колос», водій                                                  |
| 9                            | Мажега Валентина Володимирівна  | 01.11.2010            | вища               | член Всеукраїнського об'єднання «Батьківщина» | Ковчинська загальноосвітня школа, вчитель                                                         |
| 12                           | Павлюченко Михайло Миколайович  | 01.11.2010            | вища               | член Народної партії                          | пенсіонер                                                                                         |
| 15                           | Шестак Валентина Петрівна       | 01.11.2010            | вища               | член Народної партії                          | Ковчинська сільська рада, секретар сільської ради                                                 |
| 16                           | Козирецька Світлана Михайлівна  | 01.11.2010            | вища               | позапартійна                                  | управління соціального захисту населення, заступник начальника відділу адресних соціальних виплат |